# Puszczykowo
Puszczykowo é um município da Polônia, na voivodia da Grande Polônia e no condado de Poznań. Estende-se por uma área de 16,39 km², com 9 778 habitantes, segundo os censos de 2016, com uma densidade de 596,6 hab/km².